# 日本 (新聞)
『日本』（にっぽん）は、1889年（明治22年）2月11日から、1914年（大正3年）12月31日まであった日刊新聞。その後、1925年（大正14年）に小川平吉の手により『日本新聞』として再創刊、1935年まで10年にわたり、日本主義を主張する新聞として出版された。

## 歴史

### 陸羯南の初代紙
1888年（明治21年）創刊の日刊紙『東京電報』の後身として、日本新聞社から発行された。
創立の連判状には、杉浦重剛を筆頭に、伊藤新六郎、巌谷立太郎、河上謹一、国府寺新作、小村寿太郎、千頭清臣、高橋健三、高橋茂、谷口直貞、手島精一、中谷源六、西村貞、長谷川芳之助、平賀義美、福富孝季、宮崎道正、谷田部梅吉の18人が名を連ね、9か月かけて六千円を分担してフランス製輪転機を輸入した。しかし、発行部数が伸びず、その稼働率は低かった。

社屋は初め蛎殻町、のち雉子町32番地（現・東京都千代田区神田司町二丁目）に移った。二階建て洋館で、2階には政教社の雑誌『日本人』の編集室があった。
社長兼主筆には陸羯南が就任し、編集長は古島一雄、次いで浅水南八・五百木瓢亭・古島と代わった。初代編集部の記者には、末永純一郎（鉄巌）・国友重章・福本日南・九島惇徳・国分青厓・桜田文吾（大我）・山田烈盛・三浦徳三郎・佐藤宏が所属し、続いて三宅雪嶺・池辺三山が入社した。資金面では、第3代貴族院議長公爵近衛篤麿、十五銀行（現・三井住友銀行）頭取侯爵浅野長勲、学習院第2代院長子爵谷干城、子爵鳥尾小弥太らが援助した。

陸は過度な欧化主義を嫌い国権の伸張を唱える国民主義者で、同紙は新聞紙条例により頻繁に摘発され、1888年から 1897年までに22回、延べ131日間の発行停止処分を受け、さらに、1903年にも要人への諷刺により発売禁止にされた。論調は反官僚、反藩閥、国粋保存、対外硬、中国大陸発展で、日清戦争では開戦を主張した。
条約改正問題発生後には、従業員及び関係者が一気に増えた（関係人物の節参照）。子規こと正岡常規を筆頭に短詩に秀でたメンバーが入社、近代日本における短詩文学の隆盛を築いた。その他、社員として営業部所属で今外三郎、沢村則辰、遠山英一、宮崎道正の各人、また赤石定蔵、井上秋剣（川柳選者）、梶井盛、本田種竹（漢詩選者）、古壮毅（電報翻訳係）、三浦勝太郎（経済面）らが加わった。

### 文学欄
国家主義、国粋主義的な論調とともに、特徴的な文学も同紙の売りの一つだった。

国分が漢詩の時評『評林』を連載し、1892年（明治25年）入社の正岡常規は最初は短歌、後に俳句も手掛け、同僚の碧梧桐こと河東、虚子こと高浜清らが投句していた。1898年（明治31年）には正岡が『歌よみに与ふる書』を連載、根岸短歌会を経て短歌のアララギ系や俳句のホトトギス派が隆盛となる基礎を作った。正岡が肺結核に倒れて出勤できなくなった後は、陸の次女と結婚した鈴木虎雄が短歌、碧梧桐が俳句の選者を務めた。この影響で、小説は初期には全く扱われなかった。

1908年（明治41年）、高浜が競合紙の『國民新聞』に移籍し、ここでも同様の文学欄を設けるに至るなど、競合他紙にも大きな影響を与えた。

### 伊藤欽亮の時代
1906年（明治39年）、陸は病により、時事新報から日本銀行への職歴を持つ伊藤欽亮に社を譲った。この人事で13名が退社し、12名が政教社へ移った。伊藤の社長就任により、新聞『日本』は性格を変え、立憲政友会からの支援を受けた保守系新聞となる。一方、移籍して政教社の雑誌『日本人』を主宰する立場になった三宅雪嶺は、同誌が『日本』紙の伝統を受け継ぐとして、翌年より『日本及日本人』と改題した。
1914年（大正3年）末、東京・神田雉子町の日本新聞社社屋が火事で焼失。事業継続は不可能となり初代『日本』紙は廃刊となった。発行部数は、発足時が8,500部、日清戦争当時が最高で約20,000部で、経営は苦しかった。なお、この頃には政教社の事務所は独立しており、『日本及日本人』誌の発行は継続された（後述）。

### 大正後期以降から休刊まで
その後、司法大臣として治安維持法の制定にも深く関わった小川平吉らの後援により、「日本新聞」の名を残しながら日本主義を主張する新聞が発行された。小川の後援は再創刊ともいえるもので、後に内閣総理大臣となった近衛文麿、東条英機、平沼騏一郎などが賛同者に名を連ねた。
1927年（昭和2年）、小川が鉄道大臣就任に伴い言論の表舞台から退き、後任として慶應義塾大学教授若宮卯之助が編集顧問兼主筆に就任。以後、原理日本社と持ちつ持たれつの関係となり、超国家主義を主張、それに反する自由主義的な思想や政治家を紙面で攻撃した。蓑田胸喜による天皇機関説を攻撃する主張も展開された。
右派過激派や、右派運動に隠然たる影響を持ち、2019年（令和元年）8月12日放送のNHK G『NHKスペシャル かくて“自由”は死せり ある戦争と新聞への道』では、同紙で社説を担当し、北一輝とも気脈を通じていたという中谷武世が、ロンドン海軍軍縮条約批准後まもなく内閣総理大臣濱口雄幸を狙撃した佐郷屋留雄から「濱口雄幸を撃つ相談を私が受けましてね」と語る肉声テープが紹介された。

同紙は1935年（昭和10年）7月13日限りで日刊での発行を取りやめ、週刊紙『日本』に移行した。した。小川は休刊の辞で『本紙の10年は、「日本転向の十年」として、国民の思想を変えさせたことに手ごたえを感じた』と振り返っている。

『日本及日本人』の版元となった政教社も、1923年（大正12年）の関東大震災で社屋を焼失するが、3ヶ月停刊しただけで1924年（大正13年）1月には再開。1944年（昭和19年）12月に大東亜戦争（太平洋戦争・第二次世界大戦）の戦局悪化を理由に停刊するまで、50年以上続いた。だが1945年（昭和20年）5月25日、山手大空襲で3度目となる社屋焼失の憂き目に遭い、再び事業継続不可能となる。しかし同紙は戦後に復活を果たし、2004年（平成16年）に終刊するまで100年以上に渡り、通巻1650号を発行した。

なお、平沼騏一郎の養子となった平沼赳夫は後に衆議院当選12回を重ねる大物国会議員となり、2010年（平成22年）、自民党から一時離党して保守強硬を掲げる新党『たちあがれ日本』を結党した。

## 関係人物

### 創刊時編集部
- 陸羯南 - 社長兼主筆（新聞『日本』での肩書き、以下同じ）。正岡子規を見いだし、東亜同文会（現・一般財団法人霞山会）幹事長などを歴任。
- 池辺三山：客員記者
- 九島惇徳：編集部
- 国友重章 - 東京電報時代の1888年（明治21年）入社。東北日報（現・河北新報）、漢城新報（英語版）（後の京城日報）を経て東亜同文会幹事。
- 国分青厓：漢詩時評の『評林』
- 古島一雄 - 編集長。1906年（明治39年）萬朝報に移籍。後に衆院当選6回、貴族院議員。第45・48-51代内閣総理大臣吉田茂の指南役も務めた。
- 桜田文吾（大我）：編集部
- 佐藤宏：編集部
- 末永純一郎（鉄巌）：編集部
- 杉浦重剛 - 日本学園創立者。『日本人』創刊同人。
- 福本日南：論説
- 三浦徳三郎：編集部
- 三宅雪嶺 - 政教社初代社長、『日本人』創刊同人代表。
- 山田烈盛：漢詩担当

### 在籍者
- 浅水又次郎 - 筆名・南八。第2代編集長
- 安藤正純 - 1899年（明治32年）入社。その後東京朝日新聞に移籍、朝日新聞社取締役編集局長を経て衆院当選11回。日本自由党政調会長、文部大臣などを歴任し大物政治家となった。
- 五百木良三：- 1895年入社。第2代編集長から1923年（大正12年）に政教社第3代社長に就任、昭和初期の『日本及日本人』を率いた。
- 石井祐治 - 筆名・露月。1893年入社。1898年医術開業試験（現・医師国家試験）合格のため退社、故郷の秋田県に帰り開業医となる。
- 磯野徳三郎：記者・翻訳・文芸
- 伊藤欽亮 - 1906年陸から引き継いで第2代社長。
- 井上亀六 - 筆名・藁村
- 岩佐善太郎 - 1894年入社。その後憲政本党報→二六新報→萬朝報を経て衆院当選1回。
- 桂湖村：客員記者（社友）
- 川崎克 - 1906年入社。その後朝鮮に渡り元山時事新報を経て衆院当選10回。曾孫まで4世代に渡る議員地盤の祖となった。
- 河東碧梧桐 - 1902年（明治35年）正岡の死去直後に入社して俳句を担当。
- 工藤鉄男 - 二六新報から移籍。日大歯科医専講師を経て衆院当選7回、参院当選1回。
- 佐々木正綱：記者
- 佐藤紅緑 - 1894年入社。陸とは遠縁にあたる。脚気を患い退社後、東奥日報→河北新報→報知新聞を経て作家。サトウハチロー、佐藤愛子の実父。
- 寒川陽光 - 筆名・鼠骨。1898年（明治31年）入社。正岡の臨終を看取り、1914年（大正3年）河東に代わって俳句選者。『子規全集』編纂実務を担当した。
- 末永節（嘯月） - 1894年九州日報（現・西日本新聞）入社と同時に本紙通信員を兼務。1901年黒龍会結成に参加、1913年純一郎の後を継いで遼東新報第2代社長。
- 鈴木虎雄 - 1901年（明治34年）入社。1903年に台湾日日新報へ移籍するが、1906年に帰国して陸の娘婿となりさらに東京高師→京都帝国大学教授・名誉教授。
- 谷河梅人 - 後に台湾日日新報へ移籍し主筆。
- 千葉亀雄 - 1902年入社。その後國民新聞社会部長→読売新聞編集局長→大阪毎日新聞編集顧問、薄田泣菫の後任で『サンデー毎日』第2代編集長。
- 鳥居赫雄 - 筆名・素川。1897年大阪朝日新聞に移籍。1919年（大正8年）大正日日新聞主筆兼編集局長になるがわずか8カ月で廃刊。
- 中谷武世 - 1925年（大正14年）復刊と同時に入社し社説を担当。廃刊後、陸軍経理学校講師を経て法政大学教授→名誉教授。翼賛選挙で衆院当選1回。
- 中村不折 - 1894年入社。1901年洋画家としてフランスに留学するため退社。帰朝後、東京朝日新聞を経て書道博物館初代館長。
- 野依秀市 - 1906年入社。翌年、隆文館に移籍して『実業之世界』を創刊。その後も帝都日日新聞（現：やまと新聞・東京スポーツ）を創刊した。衆院当選2回。
- 長谷川萬次郎 - 筆名・如是閑。1903年入社。1906年、古島や三宅と共に退社し大阪朝日新聞へ移籍。
- 阪東宣雄：記者
- 正岡常規 - 筆名・子規。1892年（明治25年）入社。俳句・短歌の革新運動に全力を注いだ。
- 丸山幹治 - 1901年入社。その後京城日報→大阪朝日新聞→大阪毎日新聞→東京日日新聞と渡り歩き、『天声人語』『余録』など1面コラムを長く担当した。
- 遣沢直幸：記者